# Kalketrip
De kalketrip (Centaurea calcitrapa) is een eenjarige of tweejarige plant die behoort tot de composietenfamilie (Compositae of Asteraceae). Het is een plant van droge, voedsel- en kalkrijke grond. De plant komt van nature voor in Europa, maar heeft zich ook in Noord-Amerika verspreid. In Nederland komt de plant voor in Zuid-Limburg. De soort staat op de Nederlandse Rode lijst van planten als zeer zeldzaam en zeer sterk afgenomen. Deze plant is in Nederland wettelijk beschermd sinds 1 januari 2017 door de Wet Natuurbescherming.
De plant wordt 15-60 cm hoog en vormt een bladrozet. De opstijgende en bochtige stengels zijn vrijwel kaal, gegroefd en struikachtig vertakt. De onderste bladeren zijn afgebroken veerdelig en de bovenste bladeren zijn lancet- of lijnvormig en hebben een stekelige punt. Tijdens de bloei zijn de onderste bladeren al afgestorven.
Kalketrip bloeit van juli tot september met roze of purperen, soms witte bloemen. De bloeiwijze is een hoofdje. De bloemhoofdjes zijn 6-8 mm in doorsnee en 1,5-2 cm lang. De omwindselblaadjes hebben een rechte top, zijn boven de voet iets ingesnoerd en hebben daar boven een gestekeld aanhangsel. Aan de top van de buitenste omwindselblaadjes zit een 1-2,5 cm lange stekel.
De vrucht is een 2,5-3,5 mm lang, wit of bruin gestreepd nootje zonder pappus. Op de vrucht zit een mierenbroodje.

## Namen in andere talen
- Duits: Fussangel-Flockenblume
- Engels: Purple star thistle, Caltrop
- Frans: Centaurée chausse-trape